# Ruskiakari (ö i Egentliga Finland, Nystadsregionen)
Ruskiakari är en ö i Finland. Den ligger i sjön Ahmasvesi och i kommunen Nystad i den ekonomiska regionen Nystadsregionen och landskapet Egentliga Finland, i den sydvästra delen av landet, 190 km väster om huvudstaden Helsingfors. Öns största längd är 190 meter i nord-sydlig riktning.